# Grammisgalan 1994
Grammisgalan 1994 hölls på Berns salonger i Stockholm den 19 februari 1994, och gällde 1993 års prestationer. Galan sändes i SR P3.

## Priser
- Årets barn: musikalen Alladin
- Årets dansband: Lotta & Anders Engbergs orkester Kärlek gör mig tokig
- Årets folkmusik/visa: Den fule Lugumleik
- Årets hårdrock: Clawfinger Deaf Dumb Blind
- Årets instrumentalt: Erik Borelius Sex Tio Två
- Årets jazz: Joakim Milder, Bobo Stenson, Fredrik Norén, Lars Danielsson Sister Majs Blouse
- Årets modern dans: Stakka Bo Supermarket
- Årets musikvideo: Clawfinger The Truth
- Årets popgrupp: Ace of Base Happy Nation
- Årets kvinnliga pop/rockartist: Louise Hoffsten Rhythm & Blonde
- Årets manlige popartist: Eric Gadd On Display
- Årets manlige rockartist: Ulf Lundell Måne över Haväng
- Årets rockgrupp: Atomic Swing A Car Crash in the Blue
- Årets album: Fleshquartet Flow
- Årets låt: Staffan Hellstrand: Lilla fågel blå
- Årets artist: Ulf Lundell
- Årets kompositör: Niclas Frisk
- Årets nykomling: Stakka Bo
- Årets producent: Jacob Hellner och Carl-Michael Herlöfsson
- Årets textförfattare: Ulf Lundell
- Årets specialutgåva: Cornelis Vreeswijk Mäster Cees memoarer
- Juryns specialpris: Joakim Wallström med skivbolaget A West Side Fabrication
- Juryns hederspris: Monica Zetterlund
- Årets TV-publikens pris: Ace of Base

### Fotnoter
1. ↑  ”SR, P3 1994-02-19”. Svensk mediedatabas. 19 februari 1994. https://smdb.kb.se/catalog/id/001948776. Läst 1 mars 2017.